# Championnats du monde de duathlon 2014
Navigation
Édition précédente Édition suivante
Les championnats du monde de duathlon 2014, vingt-cinquième édition des championnats du monde de duathlon, ont lieu les 31 mai et 1er juin 2014 à Pontevedra, en Espagne.

## Distances
| Course à pied | Cyclisme | Course à pied |
| ------------- | -------- | ------------- |
| 10            | 40       | 5             |

## Palmarès élite et distances
| Rang               | Athlète           | Temps           |
| ------------------ | ----------------- | --------------- |
| Médaille d'or      | Benoit Nicolas    | 1 h 50 min 18 s |
| Médaille d'argent  | Étienne Diemunsch | 1 h 50 min 29 s |
| Médaille de bronze | Emilio Martin     | 1 h 50 min 57 s |

| Rang               | Athlète            | Temps          |
| ------------------ | ------------------ | -------------- |
| Médaille d'or      | Sandra Levenez     | 2 h 4 min 7 s  |
| Médaille d'argent  | Gillian Backhouse  | 2 h 7 min 26 s |
| Médaille de bronze | Sabrina Monmarteau | 2 h 5 min 42 s |